# Ochsenkopf (Heidelberg)
Ochsenkopf  ist der Name einer Siedlung in Heidelberg-Wieblingen mit ca. 1000 Einwohnern, die aus einer ehemaligen Eisenbahnersiedlung hervorging. Unmittelbar östlich schließt die zu Bergheim gehörende Grünfläche Großer Ochsenkopf an. Auf dessen Gelände war die Errichtung eines neuen Heidelberger Betriebshofs geplant, was jedoch durch Volksentscheid abgewiesen wurde.

## Geographie
Die Siedlung Ochsenkopf liegt südwestlich des Heidelberger Stadtteils Wieblingen, zu dem sie gehört, zwischen den Gewannen Großer und Kleiner Ochsenkopf, Oberer Rittel sowie Unteres und Oberes Krummes Horn.

## Bevölkerung
Die Siedlung Ochsenkopf hat etwa 1000 Einwohner auf einer Fläche von 76 Hektar. 74 Gebäude im Gebiet sind Teil der Baugenossenschaft Neu Heidelberg eG.

## Geschichte und Namensherkunft
Der Gewannname Ochsenkopf für das Ackerland südwestlich von Wieblingen, das auf eine 1200 Jahre alte Geschichte zurückblicken kann, taucht erstmals um das Jahr 1500 auf. Die genaue Herkunft dieser Bezeichnung ist bis heute nicht geklärt. Im Umfeld der Siedlung werden regelmäßig relevante frühgeschichtliche archäologische Funde gemacht. Einige Archäologen vermuten zudem einen steinzeitlichen Hüttenplatz an dieser Stelle.
Auf dem Gelände am Großen Ochsenkopf südlich der Siedlung war bis Ende 2020 ein neuer Betriebshof der HSB geplant. Der Bau wurde jedoch durch Volksentscheid abgelehnt. Grund dafür unter anderem die besondere Artenvielfalt der sogenannten Ochsenkopfwiese und ihr Nutzen als Erholungsraum für die umgebenden Stadtteile Heidelbergs.

## Wirtschaft und Verkehr

### Versorgung
Die infrastrukturelle Versorgung des Viertels findet über das Stadtteilzentrum Wieblingen Mitte statt, wobei eine fußläufige Erreichbarkeit nicht gegeben ist. Zudem befindet sich im näheren Umfeld einer der wichtigsten Industrie- und Gewerbestandorte in Heidelberg.

### Verkehr
Unmittelbar südlich der Siedlung verläuft die Strecke Mannheim-Edingen-Heidelberg der OEG, die heute mit Straßenbahnen der Rhein-Neckar-Verkehr GmbH als Linie 5R bedient wird. Südlich der Haltestelle liegt zu dem der alte Heidelberger Güterbahnhof, der dem Hauptbahnhof aus Richtung Mannheim vorgelagert ist.
Zudem tangiert die Bundesautobahn 656 die Siedlung. Zur Anbindung wird der für Durchgangsverkehr durch Poller gesperrte Wieblinger Weg der Siedlung oft als Zubringer genutzt, was regelmäßig zur Protesten seitens der Bevölkerung führt. Spätestens ab Frühjahr 2021 soll der dort installierte Poller wieder regulär hochgefahren sein.